# Locquirec

Locquirec este o comună în departamentul Finistère, Franța. În 1 ianuarie 2022 avea o populație de 1.543 de locuitori.